# Walter Frylestam
Karl Johan Valter Frylestam född 10 januari 1930 i Reftele, död 30 januari 2006 i Löttorp  var en svensk målare och tecknare.
Son till jordbruksarbetaren Johan Arthur Johansson och hans hustru Hermina Adolphine f.  Pehatschek.
Frylestam studerade vid Konstakademien i Wien 1952 och därefter vid Stockholms Konstskola 1953-1955 samt Académie Libre, Stockholm 1955-1957. Han återgav det öländska landskapet i målningar och teckningar med ljus och stämning. Hans stil var realistisk, ibland med en dragning åt surrealism.
Frylestam gjorde ett antal separatutställningar i Sverige under 1960-, 1970-, 1980-, 1990- och 2000-talen och deltog ofta i samlingsutställningar både i Sverige och utomlands.
Han var initiativtagare till gruppen Åkerbokonstnärerna.